# Gabiano
Gabiano (piemontiul: Gabian) település Olaszországban, Piemont régióban, Alessandria megyében. Lakosainak száma 1027 fő (2023. január 1.). Gabiano Cerrina Monferrato, Fontanetto Po, Moncestino, Villamiroglio, Camino, Mombello Monferrato és Palazzolo Vercellese községekkel határos.

## Népesség
A település lakossága az elmúlt években az alábbi módon változott:
| Lakosok száma | 1145 | 1139 | 1027 |
|               | 2017 | 2018 | 2023 |